# Lestes stultus
Lestes stultus är en trollsländeart som beskrevs av Hagen 1861. Lestes stultus ingår i släktet Lestes och familjen glansflicksländor. Inga underarter finns listade i Catalogue of Life.